# ハリー・グリン
ハリー・グリン（Harry Glynne、1990年6月3日 - ）は、アメリカ合衆国・コネチカット州出身の元野球選手。ポジションは投手。

## 経歴
母親がドイツ国籍であるため、アメリカとドイツの国籍を両方持っている。2012年は野球ブンデスリーガのレーゲンスブルク・レギオネーレでプレーした。また、2013 ワールド・ベースボール・クラシック予選のドイツ代表にも選ばれた。
2013年はパーダーボルン・アンタッチャブルスでプレーし、2014年はゾーリンゲン・アリゲーターズでプレーした。